# 杉宜陳

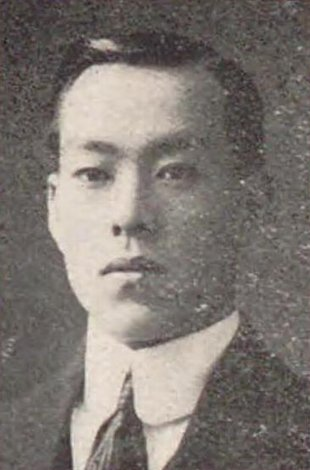
杉宜陳

杉 宜陳（すぎ よしのぶ、1888年（明治21年）11月6日 - 1949年（昭和24年）4月2日）は、日本の衆議院議員（中正倶楽部→立憲政友会）、弁護士。

## 経歴
愛媛県周桑郡三芳村（現在西条市）出身。第一高等学校を経て、1912年（明治45年）に東京帝国大学法科大学独法科を卒業した。高等文官試験に合格して逓信書記官補となり、1916年（大正5年）には朝鮮銀行書記・勝田主計総裁秘書となった。寺内内閣が成立して、勝田が大蔵大臣に就任すると、引き続き秘書官となり、大蔵参事官も兼ねた。1924年（大正13年）に清浦内閣が成立して再び勝田が大蔵大臣となると、杉もまた秘書官となった。
同年、第15回衆議院議員総選挙に出馬し当選を果たした。
その後は弁護士を開業したが、1928年（昭和3年）に勝田が田中義一内閣で文部大臣に就任すると秘書官を務めた。
さらに1930年（昭和5年）には中野中学校校長に就任した。
その他、東興実業会社取締役を務めた。